# Sovramonte
Sovramonte est une commune italienne de la province de Belluno, dans la région Vénétie.

## Administration
| Période                                  | Période | Identité | Étiquette | Qualité |
| ---------------------------------------- | ------- | -------- | --------- | ------- |
|                                          |         |          |           |         |
| Les données manquantes sont à compléter. |         |          |           |         |

### Hameaux
Sorriva, Zorzoi, Servo, Faller, Aune, Salzen, Croce d’Aune, Moline, Gorna

### Communes limitrophes
Canal San Bovo, Feltre, Fonzaso, Imer, Lamon, Mezzano, Pedavena